# Ainu rakkuru
Ainu Rakkuru (jap. アイヌラックル Ainu Rakkuru) – bóg występujący w ajnoskich opowieściach ludowych. Jest pierwszym bogiem, który urodził się na Ziemi. Stoi na straży pokoju na Ziemi i między ludźmi. Znany jest także pod imionami Ainu-rak-guru (jap. アイヌ・ラッ・グル), Oina Kamui (jap. オイナカムイ), Okikurumi (jap. オキクルミ).

## Wstęp
Ze względu na szczupłość historycznych materiałów źródłowych i badań, zapisy, tłumaczenia, nazewnictwo, transkrypcja, analizy i opinie na temat kultury i życia Ajnów różnią się znacznie lub są wręcz sprzeczne w zależności od badaczy i czasu prowadzonych prac (Ajnowie nie posiadali własnego pisma). Dotyczy to również legend i mitów, jak w niniejszym artykule. Z oczywistych względów znaczna część wiedzy o Ajnach jest przekazywana poprzez język japoński, a do wymowy słownictwa i objaśniania ich znaczenia stosowany jest zapis japońskim fonetycznym pismem sylabicznym i znakami kanji, co z powodu odmienności języków nie pozwala często na dokładne oddanie wersji oryginalnej. Dopiero w 2008 roku – po wiekach dyskryminacji – władze Japonii uznały Ajnów za ludność autochtoniczną archipelagu: „Rząd uznaje, że Ainu to rdzenni mieszkańcy, którzy mają swój język, religię i kulturę”.

## Tradycja
Ajnoskie opowieści o bogach i legendy są przekazywane ustnie, toteż występują w nich różnice w nazwach miejsc i poszczególnych postaciach. Badacze wysnuwają teorię, że postać opisana w podaniach dotyczących Ainu Rakkuru nigdy nie istniała.

### Rodzina
Matka Ainu Rakkuru, księżniczka Chikisani (jap. チキサニ姫 Chikisani hime), jest pierwszą boginią, która zeszła z Niebios. Wiosną utożsamiana jest z wiązami 
(ajn. chikisani znaczy wiąz; drewna tego drzewa Ajnowie używali na ogniska). Jej ojciec, Kanna Kamui (jap. カンナカムイ), jest pierwszym w Niebiosach „bogiem pieca kuchennego” (jap. 荒神 kōjin) oraz bogiem gromu. Małżonką Ainu Rakkuru jest niebiańska bogini Łabędzia Księżniczka Retatchiri (jap. 白鳥姫レタッチリ Hakuchō Hime Retatchiri) (oba słowa: jap. hakuchō i ajn. retatchiri oznaczają łabędzia, hime to po japońsku księżniczka).

### Narodziny
W czasach gdy na Ziemi nie było jeszcze człowieka, zwierząt i roślin na ziemię zeszło kilkoro kamui (słowo to ma wiele znaczeń, oznacza m.in. ajnoskich bogów, ale także niedźwiedzia; pełni też liczne funkcje gramatyczne) w celu rozpoczęcia budowy Świata. Bogowie przybyli za późno. Podczas ich nieobecności na ziemi zapanował chaos, z którego powstały wszelkiej maści złe duchy, diabły i demony. Mimo to bogowie, aby chronić Ziemię przed złem podjęli trud stworzenia Świata.
Niebiańscy bogowie byli bardzo zainteresowani stanem, w jakim znajduje się Ziemia. Odpowiedzialnym za sprawowanie pieczy nad Ziemią uczynili boga gromu Kanna Kamui, jednak ten zakochał się w mieszkającej na Ziemi księżniczce Chikisani i pozostawiając swój posterunek zszedł do niej w akompaniamencie gromów.
W wyniku brutalnego zstąpienia boga gromu, Chikisani pokryła się ogniem, kilkakrotnie wybuchła i z jasnych płomieni powstało ich dziecko. Był nim Ainu Rakkuru.

### Wczesne dzieciństwo
Gdy tylko bogowie w Niebie dowiedzieli się o narodzinach dziecka natychmiast rozpoczęły się przygotowania do wychowania potomka. Wybudowali na Ziemi fortecę, a obowiązku wychowania młodego boga podjęła się bogini słońca.
Chikisani po urodzeniu syna płonęła jeszcze przez sześć dni, aż została całkowicie pochłonięta przez ogień. Płomienie nadal nie mogły zgasnąć, więc zostały umieszczone w kominku w fortecy, w której dorastał jej syn.
Wkrótce po tym Świat Ziemski został ukończony, a wraz z nim rośliny, zwierzęta i ainu (ludzie). Bogowie rozpoczęli naukę mowy wśród ludzi. Zdobywający wiedzę ludzie wzięli przykład z młodego boga – porzucili życie w jaskiniach i zaczęli budować domy, wytwarzać narzędzia, posługiwać się ogniem.

### Dzieciństwo
Potomek bogów rozwijał się bez komplikacji. Chętnie bawił się z dziećmi ludzi i żył z nimi w dobrych stosunkach. Ze względu na to w języku ajnoskim został nazwany Ainu Rakkuru („bóg pachnący człowiekiem”, „bóg nie różniący się od człowieka”).
Dzięki wymianie kultur boskiej i ludzkiej ludzie zaczęli posługiwać się sieciami rybackimi oraz łukiem i strzałami.

### Młodość
Pewnego deszczowego dnia bogini odpowiedzialna za wychowanie Ainu Rakkuru poinformowała go, że wkrótce osiągnie wiek 16 lat i będzie już dorosły. Na jego barkach spocznie ważny obowiązek przewodzenia ludziom oraz będzie miał prawo narzucania kar tym, którzy podobnie do złych duchów będą powodem konfliktów i walk. Po osiągnięciu pełnoletności z nieba zstąpi jego narzeczona Łabędzia Księżniczka.
W tym okresie demony, diabły i złe duchy, które urosły w siłę podczas nieobecności bogów, zostały strącone do Państwa Ciemności we wnętrzu Ziemi. Na powierzchni zapanowały dni pokoju.

### Pokonanie wielkiego jelenia
Pewnego razu do uszu Ainu Rakkuru doszła wieść, że olbrzymi jeleń zaatakował ludzkość. Na dodatek pojawiły się postacie określane mianem czarownic. Bogowie poinformowali Ainu Rakkuru, że te wieści świadczą o rosnących wpływach złych duchów i jako bóg odpowiedzialny za obronę powierzchni ziemi powinien zdecydować się na walkę z demonami i Państwem Ciemności.
Ainu Rakkuru wyruszył do walki z wielkim jeleniem. W połowie drogi na brzegu małej rzeczki spotkał piękną księżniczkę. Jako że jego żoną miała być Łabędzia Księżniczka, oddał ukłon napotkanej dziewczynie i przyspieszył kroku.
Gdy wreszcie Ainu Rakkuru napotkał wielkiego jelenia, ten zaatakował go. Młody bóg już w dzieciństwie często walczył z jeleniami, lecz ten był dwukrotnie większy i znacznie przewyższał inne siłą. Po zaciekłej walce na śmierć i życie Ainu Rakkuru pokonał jelenia.
Ainu Rakkuru pojął, że ten jeleń nie mógł być stworzeniem naturalnym. Jako że wkrótce miał stać się dorosły, bogowie zesłali z Nieba jelenia, aby sprawdzić umiejętności młodego boga. Ainu Rakkuru pochował jelenia z godnością, jak przystało na boga sprawującego pieczę nad powierzchnią Ziemi.
Następnie Ainu Rakkuru wystrzelił w Niebo nową strzałę, na której dusza wielkiego jelenia miała wrócić do miejsca, skąd pochodził.

### Pogrom demonów
Po pokonaniu wielkiego jelenia Ainu Rakkuru wracał w chwale, aby ponownie spotkać się z Łabędzią Księżniczką, lecz została ona porwana przez czarownicę Uesoyoma (jap. ウエソヨマ). Młody bóg rzucił się w pogoń za znienawidzoną czarownicą, lecz ta stosując magię odebrała mu wzrok.
Ainu Rakkuru wrócił z pomocą bogów do fortecy, w której był wychowywany i dzięki bogini odpowiedzialnej za niego za młodu wyzdrowiał całkowicie. Księżniczka została zamknięta w więzieniu w Państwie Ciemności.
W nocy Ainu Rakkuru otrzymał od bogini drogocenny miecz z Nieba, przywdział zbroję i sam wyruszył na ratunek księżniczce. Udał się do wejścia do wnętrza ziemi i przybył do Państwa Ciemności. Z zaskoczenia zaatakował Uesoyomę i armię demonów. Pozabijał demony jeden po drugim. Pokonał nawet władcę Państwa Ciemności.
Gdy Państwo Ciemności było już pogrążone w ogromnym chaosie, Ainu Rakkuru wskazał mieczem na niebo i w tym momencie spadła potężna błyskawica. Była to siła jego ojca – boga gromu Kanna Kamui. Miecz rozżarzył się blaskiem błyskawicy. Ainu Rakkuru machnął mieczem kilkakrotnie i Państwo Ciemności stanęło w ogniu, który płonął dwanaście dni.
Młody bóg uratował wybrankę swojego serca i oboje powrócili bezpiecznie do fortecy na powierzchni ziemi. Upewniwszy się, że Łabędzia Księżniczka wróciła bezpiecznie, bogini wychowująca Ainu Rakkuru wróciła do Niebios.
Po tych wydarzeniach Ainu Rakkuru stał się bogiem odpowiedzialnym za Ziemię. Wszelkie zagrożenia ze strony złych mocy zniknęły i ludzie żyli w pokoju.

### Późne lata
Po pogromie demonów Ainu Rakkuru dokonał jeszcze wielu bohaterskich czynów. Gdy się zestarzał, wśród ludzi zapanował rozkład moralny i deprawacja, w wyniku czego odszedł z tego świata. Spowodowało to wzrost liczby przestępstw i katastrof. Ainu Rakkuru nie porzucił jednak ludzkości całkowicie i oznajmił jej, że będzie przychodził w odwiedziny wraz z grzmotem. Z tego powodu ludzie zaczęli czcić gromy jako przybycie boga pokoju.

## Różnice w podaniach
W podaniach dotyczących Ainu Rakkuru występują następujące różnice:
- w roli ojca przedstawia się boga słońca, boga wieku (Pakoro Kamui) i inne bóstwa;
- Łabędzia Księżniczka zostaje porwana i uwięziona przez zazdrosną kapłankę z sąsiedniej wsi;
- zdarzenia mają miejsce w różnej kolejności;
- w Ainu Shinyōshū autorstwa Yukie Chiri[6] przedstawiony jest pod imieniem Okikirmui (jap. オキキリムイ) i towarzyszą mu kuzyni Samayunkuru (jap. サマユンクル) i Shupunranka (jap. シュプンランカ). Samayunkuru jest niecierpliwym, drażliwym, roztrzepanym słabeuszem o płytkiej wiedzy i niewielkiej sile woli. Okikirmui jest wspaniałym, odważnym człowiekiem, posiada wiedzę o bogach, jest dobroduszną postacią;
- w niektórych podaniach Okikurumi i Samayunkuru (zapisywany także jako Samaikuru) byli braćmi, ale to Samayunkuru pełnił rolę bohaterskiego boga;
- te same czyny przypisuje się także ludzkiemu bohaterowi Ponyaunpe (zapisywany także jako Ponyaumbe, Poiyaunpe). W niektórych przypadkach jest on także bratem Ainu Rakkuru.